# Alda Lara
Alda Ferreira Pires Barreto de Lara Albuquerque, coneguda com a Alda Lara (Benguela, Angola 9 de juny de 1930 – Cambambe, Angola, 30 de gener de 1962) fou una poetessa angolesa en llengua portuguesa.

## Biografia
Alda Lara va néixer el 9 de juny de 1930 a Benguela. Provenia d'una família acomodada i va rebre una educació cristiana, que li va donar un esperit de liberalisme. El seu germà va ser el poeta destacat Ernesto Lara Filho. Lara va assistir a una escola de dones a Sá da Bandeira (avui Lubango) abans de traslladar-se a Portugal per acabar la seva educació secundària. Va estudiar a la Universitat de Lisboa i va residir a la Casa dos Estudantes do Império. Va tenir una vida estudiantil activa i va començar la seva carrera d'escriptora publicant poesia a la revista literària Mensagem, una publicació específica per a africans. Més endavant va assistir a la Universitat de Coïmbra i es va llicenciar en medicina.
Lara va escriure per a diversos periòdics i revistes com el Jornal de Benguela, el Jornal de Angola i ABC e Ciência. Es va casar amb l'escriptor lusomoçambiquès Orlando de Albuquerque i va tenir amb ell quatre fills. Després de viure 13 anys a Portugal, Lara es traslladà a Moçambic el 1961. Tanmateix, va morir el 30 de gener de 1962 a Cambambe. El seu marit va començar a publicar les seves obres col·lectives després de la seva mort, incloent Poemas el 1966 i Tempo da Chuva el 1973. Els poemes i contes de Lara tracten principalment temes de maternitat i infants, així com llibertat i justícia. Much of her poetry reflect a dissatisfaction with the colonial status quo.
El Premi Alda Lara fou establert en honor seu a la ciutat de Lubango. Paulo de Carvalho, un famós cantant portuguès ha gravat "Preludio/Mãe Negra", un poema escrit per Alda Lara. Movimento, el segon àlbum d'Aline Frazão de 2013, canta un poema de Lara.

## Llibres
- Poemas (1966)
- Tempo da Chuva (1973)
- Poesia (1979)
- Poemas (1984)